# Mác Đức
Mác Đức hay Đức mã, tức Deutsche Mark là đơn vị tiền tệ chính thức của Tây Đức và kể từ năm 1990, là đơn vị tiền tệ chính thức của nước Đức thống nhất. Đồng mác Đức được phát hành lần đầu vào năm 1948 dưới thời kỳ Đồng minh chiếm đóng để thay thế đồng Reichsmark. Trong suốt thời gian từ năm 1948 đến cuối năm 2001, cho đến khi đồng Euro được lưu hành bằng tiền mặt vào đầu năm 2002, thì mác Đức là tiền tệ chính thức của Cộng hòa Liên bang Đức. Mác Đức ở hai dạng giấy bạc và tiền xu tiếp tục được lưu hành cho đến ngày 28 tháng 2 năm 2002 mới hết được lưu hành trên thị trường.
Ngân hàng Trung ương Đức (Deutsche Bundesbank) và mọi chi nhánh toàn cầu vẫn nhận đồng mác Đức vô hạn định.
Ngày 31 tháng 12 năm 1998, Ngân hàng Trung ương Âu Châu (European Central Bank, ECB) ấn định tỷ giá hối đoái vĩnh viễn giữa đồng mác Đức và đồng Euro là 1,95583 DM = 1 Euro.. Đầu năm 1999, đồng Euro trở thành đồng tiền chính thức ở Eurozone (lúc đó là 11 nước), đồng mác Đức vẫn được dùng song song để trả tiền mặt.
Tính đến ngày 31 tháng 12 năm 2014 theo công bố của Deutsche Bundesbank (Ngân hàng Liên bang Đức) vẫn còn 6,13 tỷ DM tiền giấy và 6,81 tỷ DM tiền xu (tổng cộng: 12,94 tỷ DM) chưa đổi, Đó là 5,29 % số tiền trên thị trường vào năm 2000, 244,8 tỷ DM.
Một mác Đức được chia thành 100 Pfennig.